# Jean Jacques Caraglio
Caraglio (Gian Giacomo ou Giovanni Giacopo) né vers 1500/1505 à Vérone et mort le 26 août 1565 à Cracovie, est un graveur italien.

## Biographie
Élève de Marcantonio Raimondi, son art fut rapidement remarqué et regardé comme l'un des plus éminents de son temps. Il travailla longtemps à Vérone, puis se rendit à la cour de Sigismond Ier de Pologne, y travailla et finit par ouvrir un atelier à Parme.
Il grava non seulement le cuivre mais aussi des gemmes et des médailles.
Sa signature apparaît parfois sous les formes latinisées Cahalius ou Jacobus Veronensis ou Parmensis.
Seulement 70 de ses estampes ont été retrouvées.

## Œuvres
- Série Les Amours des dieux (1527)

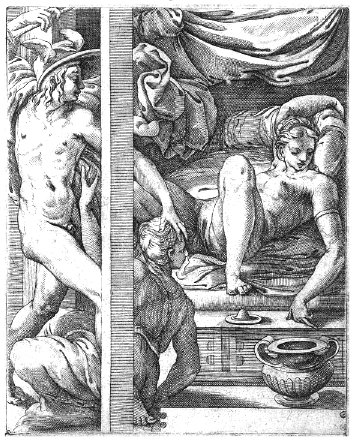
Mercure et Hersé, l'une des gravures de la série Les Amours des dieux (1527), d'après Perin del Vaga.

- Jupiter foudroyant les Géants, publié par Antoine Lafréry (vers 1515-1577)[3].